# Nosy Mangabe
Nosy Mangabe is een eiland van Madagaskar gelegen in de Baai van Antongil in de Indische Oceaan. Het behoort tot de provincie Toamasina. Het eiland is onbewoond, 3,9 kilometer lang en 2,1 kilometer breed met een totale oppervlakte van 5,2 km².
Er bevinden zich circa 40 inscripties in het Nederlands uit de 16e en 17e eeuw op het eiland. Deze zijn achtergelaten door opvarenden van de Vereenigde Oostindische Compagnie.

## Natuur

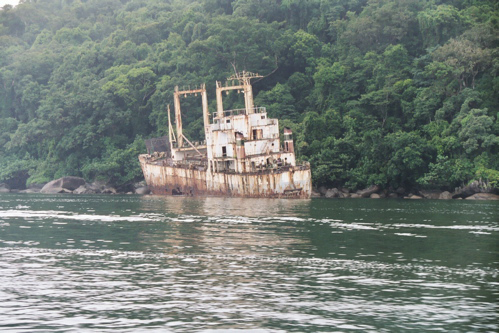
Scheepswrak aan de westkust van het eiland

Het eiland behoort sinds 1965 tot het Nationaal park Masoala en is bedekt met tropisch regenwoud. Er komen geregeld biologen en in totaal rond de 3000 bezoekers naar het eiland om de natuur te observeren en er is daarom een speciaal klein kamp gebouwd op het eiland. Diersoorten op het eiland zijn onder andere de Amphiglossus astrolabi, de Mantella laevigata, de witkopmaki en het vingerdier.
De Britse sciencefictionschrijver Douglas Adams schreef samen met de Britse zoöloog Mark Carwardine het boek Last Chance to See, die diende als een tv-serie van de unieke natuur op aarde. Nosy Mangabe was ook onderdeel van de documentaire.